# Glyphocarpus capensis
Glyphocarpus capensis là một loài rêu trong họ Bartramiaceae. Loài này được R. Br. Brid. mô tả khoa học đầu tiên năm 1827.